# Cantonul Artenay
Cantonul Artenay este un canton din arondismentul Orléans, departamentul Loiret, regiunea Centru, Franța.

## Comune
- Artenay (reședință)
- Bucy-le-Roi
- Cercottes
- Chevilly
- Gidy
- Huêtre
- Lion-en-Beauce
- Ruan
- Sougy
- Trinay